# Pokémon (anime)
Pokémon Serien, oprindeligt bare Pokémon (ポケモン Pokémon), en forkortelse af den japanske titel Pocket Monsters (ポケットモンスター Poketto Monsutā), er en japansk anime-tegnefilmsserie og en del af The Pokémon Companys Pokémon-multimediefranchise. Serien startede i Japan på TV Tokyo 1. april 1997, hvor den fortsat bliver sendt for japanske seere.
Anime-serien består af otte underserier i Japan, som hver er baseret på én generation af Pokémon-spilserien på nær den første serie, som er baseret på de to første generationer. Internationalt er serien delt op i 26 sæsoner, der for nuværende løbende bliver udgivet på Netflix for alle uden for Japan.
Hver serie følger Ash Ketchum, en ung dreng, som træner fiktive væsner kaldet Pokémon. Sammen med sin partner-Pokémon Pikachu og menneskelige kammerater, der som oftest skiftes ud for hver generation, drager Ash ud på en rejse for at blive "Pokémonmester" og deltage i forskellige Pokémon-turneringer kaldet "Pokémonligaer".
Pokémon-animeserien får ofte æren for at gøre anime-genren mere populær ved at gøre resten af verden mere bekendt med fænomenet, især i USA, hvor de to mest indbringende animefilm begge er Pokémon-film. Serien betragtes også som værende en af de første animeserier til at opnå stor mainstreamsucces blandt vestlige seere, hvilket også lod spilserien blive endnu mere populær, end den ellers ville have været. Pokémon anses som værende den mest succesfulde TV-serie baseret på et videospil nogensinde med over 1000 afsnit sendt og versioneret til det internationale market, hvor serien har været sendt samtidigt i 169 lande verden rundt, og én af det allermest sete shows på Netflix pr. 2016.

## Handling

### Begyndelsen
I Begyndelsen må Ash Ketchum drage ud på en rejse for at blive Pokémonmester den dag han bliver ti, da han er gammel nok til at modtage sin første Pokémon. Ash sover over sig og vågner panikslagent, og støder ind i sin rival, Gary Oak, på vejen til at få sin første Pokémon. Professor Oak, den lokale Pokémon-forsker, har allerede givet de tre starter-Pokémon (Bulbasaur, Charmander og Squirtle) til andre Trænere inden Ash ankom til Oaks laboratorium. Den eneste Pokémon, der er tilbage, er en Pikachu, som han overlader til Ash. Fast besluttet på klare sig godt på sin rejse forsøger Ash at blive venner med Pikachu'en, men den nægter at stole på ham, og holder sig ude af sin Poké Ball og angriber endda Ash med sine elektriske kræfter. Først efter at Ash beskytter Pikachu fra en vred flok Spearow, sætter Pikachu sin lid til Ash.
Undervejs får Ash flere venner, som følger ham på hans rejse mod at deltage i Pokémonligaen. På vej gennem Kanto-regionen bliver Ash venner med Vandtræneren og forhenværnde Cerulean City-Styrkecenterleder Misty og Pewter City-Styrkecenterleder og Pokémon-opdrætter Brock, alt imens at de forpurrer Jessie, James og Meowth, lavtrangerende medlemmer af den kriminelle organisation Team Rocket, der vil stjæle Ashs Pikachu og en hvilken som helst anden sjælen Pokémon, de støder på. Ash vinder otte emblemer fra regionens Styrkecentre, så han kan deltage i Indigo-ligastævnet. Gary taber i den fjerde runde, hvilket placerer ham i Top 32. Ash derimod når ind i Top 16 og efterfølgende får han at vide af Professor Oak, at han har en særlig opgave til ham, nemlig at drage til det Orange-øhav for at hente en særlig Pokéball kaldet en GS-Ball.

#### Orange Islands
Inden han drager til Orangeøhavet, slipper Ash sin Pidgeot fri. Brock beslutter sig for at blive hos den lokale professor, Ivy, så Ash og Misty må fortsætte deres rejse på egen hånd. Efter noget tid møder de Pokémon-vogteren Tracey og Ash besejrer fire Styrkecenterledere i Orangeøhavet, og bliver dermed den regerende mester i Orange-ligaen. Da de når Pallet Town i Kanto-regionen, beslutter Tracey at blive hos Professor Oak for at gå i lærling hos ham. Derimod vender Brock tilbage til gruppen igen. Ash taber til Gary i en venskabskamp, hvorefter han drager videre til Johto-regionen sammen med Brock og Misty, dette for at give GS-Ball'en videre til Kurt, som er en Pokéball-ekspert der bor i Azalea Town i Johto.

### Gold and Silver
I Gold and Silver udforsker Ash Johto-regionen sammen med Misty og Brock. Ash giver den GS Ball, som han modtog i Oragneøhavet, til Apricorn Poké Ball-mageren, Kurt, alt imens han drager ud for at besejre otte Styrkecenterledere i Johto-regionen med det mål at deltage i Sølvstævnet - Johto-regionens Pokémonliga. Ash besejrer Gary for første gang i Sølvstævnet, men Ash taber derefter til Harrison i kvartfinalen, som placerer ham i Top 8. 
Efter hans liga-kampe vender Ash tilbage til Kanto-regionen for at sætte kursen mod Hoenn-regionen, hvor Harrison oprindeligt kom fra. Misty vender tilbage til Cerulean City for at bliver Styrkecenterleder på fuld tid, og hun får den cykel tilbage, som Ash ødelagde i sæson 1. Brock drager også hjem til Pewter City.

### Ruby and Sapphire
I Ruby and Sapphire (kendt i Japan som Advanced Generation) får Ash to ny følgesvende i Hoenn-regionen, Pokémon-koordinatoren May og hendes lillebror Max. Senere vender Ash's gamle ven Brock tilbage og reder maden. May indsamler 5 bånd og kvalificeres til Hoenn's Den Store Festival, som er en turnering for Pokémon-koordinatorer, alt imens Ash vinder 8 emblemer ved at besejre regionens Styrkecentre for at deltage i Hoenn's Ever Grande-stævne. Ash taber dog til Tyson i kvartfinalen, og han lander dermed i Top 8.

#### Battle Frontier
Efter sit nederlag i Hoenn-ligaen, vender Ash tilbage til Kanto-regionen for at deltage i Battler Frontier-udfordringen. Battle Frontier er en særlig udfordring for Pokémon-trænere der går ud på at lede efter og finde bestemte meget dygtige Pokémontrænere på hver forskellige faciliteter, som alle har deres egen, unikke udfordring, som Ash må overkomme for at vinde facilitetens Frontalsymbol. Efter at have klaret alle 7 udfordringer bliver Ash tilbudt at blive leder af sin egen Battle Frontier facilitet, men takker dog nej. Efter en dyst med hans gamle rival Gary, som har besluttet sig for at blive Pokémon-forsker ligesom sin bedstefar, professor Oak, ser Ash Garys Electivire, en Pokémon fra Sinnoh-regionen, som han aldrig har set før, og han beslutter sig derfor at drage til Sinnoh, men May, Max og Brock drager deres egen vej.

### Diamond and Pearl
Efter at være ankommet i Sinnoh møder Ash og Pikachu Brock igen og en anden Pokémon-koordinator ved navn Dawn, og sammen drager de fire på eventyr gennem Sinnoh-regionen. Dawn får sig fortjent til fem bånd og deltager i Sinnoh's Store Festival, men taber til sin rival Zoey og kommer på andenpladsen. Ash besejrer alle regionens otte Salledere (som Styrkecentre herefter oversættes til på dansk) og Lily of the Valley-stævnet, men taber til Tobias i semifinalen, hvilket placerer ham i Top 4.

### Black & White
Efterfølgende tager Ash, hans mor Delia og Professor Oak på rejse til den fjerne Unova-region, hvor han møder den mystiske pige Iris, som ønsker at være den kommende Dragemester, samt Striaton's Salleder, Pokémon-kender og til tider detektiv, Cilan. Jessie, James og Meowth ankommer også til Unova Regionen, men denne gang bliver de mere seriøse efter at være blevet forfremmet af deres Boss Giovanni og får udstyr som for eksempel Rygraketter og andre smarte genstande så hvis en mission fejler eller de bliver besjeret kan de trække sig tilbage og slippe væk. De tager på hemmelige missionerer for at overtage Unova Regionen for organisations vegne og deres boss. Efter at have vundet alle otte Unova-emblemer og forpurret den kriminelle organisation Team Rockets planer om at overtage Unova Regionen ved hjælp af den mytiske Pokemon Meloetta og De tre legendariske Pokemon Landorus, Thunderous og Tornadus som de overtager kontrollen af, drager Ash, Iris og Cilan til den østlige del af Unova for at forberede sig på Vertress-stævnet, men Ash taber til Cameron i kvartfinalen, hvilket lander ham i Top 8, en nedgang på en plads i forhold til ligaen i Sinnoh. Efter at have stoppet Team Plasma og deres skumle planer, drager Ash, Iris og Cilan til Decolore-øerne, inden at Ash tager tilbage til Pallet Town, hvor han møder reportøren Alexa, som kommer fra den fjerne Kalos-region. Efter at være ankommet i Kanto, drager Iris og Cilan videre mod Johto, mens Ash og Alexa tager til Kalos.

### XY
Ash og Alexa ankommer til Kalos-regionen, og Ash kan ikke vente med at gøre sig fortjent til sine emblemer, men efter at Alexa informerer Ash om, at hendes søster, en Salleder, ikke er til stede, drager Ash til Lumiose City, hvor han møde drengegeniet Clemont og hans lillesøster Bonnie, uvidende om at Clemont faktisk er Lumiose Citys Salleder, hvilket han gør sit bedste for at skjule. Ash bliver også genforenet med Serena, en pige fra Vaniville Town, som Ash mødte da han var mindre. Serena gør sig fortjent til tre nøgler, så hun kan deltage i Pokémon-udstillinger. Efter at have rejst med Serena, Clemont og Bonnie i forberedelse til Lumiose-stævnet ved at besejre alle Kalos' Sallederere, deltager Ash i stævnet og når helt op til finalen, hvor han taber til Alain, et midlertidigt medlem af den onde organisation Team Flare, indtil de førte ham bag lyset. Efter at have opdaget deres sande intentioner, skifter Alain side og slutter sig til Ash for at stoppe Team Flares planer. Efter at have sagt farvel til sine vender drager Ash atter engang til Pallet Town.

### Sun and Moon
Ash og hans mor Delia rejser til Alola-Regionen for at aflevere et Pokémon-æg til Professor Oak's nevø Samson Oak på Pokemon Skolen. Derefter beslutter Ash sig for at blive i Alola for at gå på Pokémon Skolen. Samtidig bliver han venner med Kiawe, Mallow, Sophocles, Lana og Lillie som alle går på Pokémon Skolen. Team Rocket ankommer også til Alola Regionen for at fange sjældne Pokémon og i mellemtiden bliver de venner med en Bewear og bor i hendes hule og har en hemmelig base der. I mellemtiden deltager Ash også i Ø-udfordringerne og kæmper imod de 4 'Ø-Kahunaer', så han kan vinde z-krystaller, dette for at han kan lave Z-Træk med sine Pokémon. En Pokémon Liga bliver lavet i Alola af de 4 ø-kahunaer og Aeither-Paradiset og Ash og hans venner samt Team Rocket deltager alle i denne. Ash vinder Pokémonligaen, hvilket markerer første gang, at Ash har vundet en Pokémonliga siden ligaen i det Orange-øhav og også bliver han Alola Regionens Pokémon Mester eftersom det var det Allerførste Pokémon Liga der er bliver afholdt i Alola Regionen. Efter ligaen drager Ash og Pikachu hjem til Pallet Town igen.

### Journeys
Ash tager til Vermillion City, fordi Professor Cerise har åbnet et ny forskningslaboratorium dér. Ash møder en dreng ved navn Goh og de to bliver forskningsassistenter på Professor Cerises nye laboratorium og sammen drager de ud i de forskellige regioner for at udforske og opdage sjældne Pokémon. Gohs drøm er at han vil fange alle Pokémon samt møde Mew. Goh deltager også i Prøvemissioner for at blive medlem af Projekt Mew. Samtidigt deltager Ash i Verdenskroning-serien som er en verdensturnering som afgør den stærkeste træner i verden. Ashs drøm er nemlig at kæmpe imod Leon som er Galar Regionens Pokémon Mester og den førende Monarch, det vil sige at han er den stærkeste Pokémon træner i verden. Ash besejrer Leon i finalen i Verdenskroning-seriens De 8 Mestre Turnering og bliver den nye Monarch og Verdensmester og titlen som den stærkeste træner i Pokemon Verdenen. Efter turneringen tager Ash og Pikachu ud på en ny rejse og det gør Goh også, så Ash og Goh siger farvel til hinanden indtil næste gang de ses med løftet om at Ash bliver Pokémonmester og Goh møder Mew igen.

### Horizons
I den nye serie følger vi to nye hovedpersoner Pigen Liko og Drengen Roy. Sammen med deres to partnere Sprigatito og Fuecoco, tager de ud på eventyr i den fantastiske Pokémon-verden sammen med en eventyrgruppe ved navn Rising Volt Tacklers. Den   er ledet af professor Friede og hans partner, en Pikachu ved navn Kaptajn Pikachu. De var hyret af Liko’s Mor til at beskytte Liko og være hendes livvagter. Liko og Roy også bliver medlem af denne gruppe. Roy har også en mystisk Pokeball som han har fået fra sin bedstefar, men de bliver forfulgt af en ond gruppe ved navn Explores ledet af Gibeon som har sendt tre af hans agenter, nemlig  trioen Amethio, som er lederen, og hans 2 håndlangere Zir og Conia, ud på en mission for at jage  Liko og stjæle hendes vedhæng. Vedhænget har  hun  fået fra sin bedstemor, og det  bærer også en mystisk Pokémon inden i. Efter de fejler har Gibeon fjernet de 3 fra missionen og sendt en ny agent ved navn Spinel afsted på missionen i stedet. Amethio, Zir og Conia drager nu ud for at  fange den legendariske Pokémon Rayquaza som lå inde i Roys mytiske Pokéball.

## Karakterer
- Ash Ketchum (サトシ Satoshi)

Stemmelagt af: Rica Matsumoto; Hana Takeda (ung, JN001) (japansk); Mathias Klenske (dansk)
Ash Ketchum, en 10-årig Pokémontræner, er den primære hovedperson i Pokémon Serien gennem de første 25 sæsoner. Hans drøm er at blever Pokémonmester. Han er løst baseret på Red, hovedpersonen i Pokémon Red og Blue. I serien deltager Ash i Pokémonligaer i Kanto, Johto, Hoenn, Sinnoh, Unova, Kalos og Alola, såvel som i Battle Frontier-udfordringen i Kanto. Ash er nu blevet Alola-ligaens Mester, samt Verdensmesteren, der kaldes en Monark.
- Misty (カスミ Kasumi)

Stemmelagt af: Mayumi Iizuka (japansk); Lulu Jacobsen (sæson 1-2, film 1-4 og 22), Annevig Schelde Ebbe (sæson 5 og 8, film 5), Simone Drechsler (sæson 7) (dansk)
Misty, en 10-årig Pokémontræner, er Ashs første rejsekammerat og rejser med ham gennem de første 5 sæsoner. Hun er en stor fan af Vand-Pokémon og anerkendt som en Styrkecenterleder i verdensklasse. Hun er én af de fire Styrkecenterledere i Cerulean City sammen med hendes 3 ældre søstre, og efter hun forlader Ash, bliver hun den eneste Styrkecenterleder i Cerulean City-styrkecenter. Hendes drøm er at blive verdens største "Vand-Pokémonmester". Misty dukker op som gæst i Advanced- og Sol og Måne-serierne.
- Brock (タケシ Takeshi)

Stemmelagt af: Yūji Ueda (japansk); Peter Holst-Beck (dansk)
Brock, en 15-årig, forhenværende Styrkecenterleder i Pewter City, der uddanner sig til Pokémonlæge, er Ashs anden rejsekammerat, som han møder kort efter Misty. Tidlig i serien drømmer Brock om at blive verdens bedste Pokémon-opdrætter, men skifter senere sin drøm til at blive Pokémonlæge. Der er en vedvarende joke i serien, hvor Brock falder for enhver kvinde, som han møder, og bliver dernæst trukket væk dernæst trukket væk i øret af Misty eller Max, eller slået i maven af sin Groagunk. Bruck forlader serien i slutningen af sæson 13, ved enden af Diamond and Pearl-sagaen for at blive Pokémonlæge. Brock dukker senere op som gæst i Sol og Måne-serien

## Sæsoner
| Sæson | Sæson | Titel                              | Afsnit | Afsnit | Oprindelig sendt i Japan | Oprindelig sendt i Japan |
| Sæson | Sæson | Titel                              | Afsnit | Afsnit | Start                    | Slut                     |
| ----- | ----- | ---------------------------------- | ------ | ------ | ------------------------ | ------------------------ |
|       | 1     | Indigo League                      | 82     | 82     | 1. april 1997            | 21. januar 1999          |
|       | 2     | Adventures in Orange Islands       | 36     | 36     | 28. januar 1999          | 7. oktober 1999          |
|       | 3     | The Johto Journeys                 | 41     | 41     | 14. oktober 1999         | 27. juli 2000            |
|       | 4     | Johto League Champions             | 52     | 52     | 3. august 2000           | 2. august 2001           |
|       | 5     | Master Quest                       | 65     | 65     | 9. august 2001           | 14. november 2002        |
|       | 6     | Advanced                           | 40     | 40     | 21. november 2002        | 28. august 2003          |
|       | 7     | Advanced Challenge                 | 52     | 52     | 4. september 2003        | 2. september 2004        |
|       | 8     | Advanced Battle                    | 54     | 54     | 9. september 2004        | 29. september 2005       |
|       | 9     | Battle Frontier                    | 47     | 47     | 6. oktober 2005          | 14. september 2006       |
|       | 10    | Diamond and Pearl                  | 52     | 52     | 28. september 2006       | 25. oktober 2007         |
|       | 11    | DP Battle Dimension                | 52     | 52     | 8. november 2007         | 4. december 2008         |
|       | 12    | Galactic Battles                   | 53     | 53     | 4. december 2008         | 24. december 2009        |
|       | 13    | Sinnoh League Victors              | 34     | 34     | 7. januar 2010           | 9. september 2010        |
|       | 14    | Black & White                      | 50     | 50     | 23. september 2010       | 15. september 2011       |
|       | 15    | Rivaliserende Skæbner              | 49     | 49     | 22. september 2011       | 4. oktober 2012          |
|       | 16    | På Eventyr I Unova                 | 45     | 25     | 11. oktober 2012         | 18. april 2013           |
|       | 16    | På Eventyr I Unova Og Andre Steder | 45     | 20     | 25. april 2013           | 26. september 2013       |
|       | 17    | XY                                 | 48     | 48     | 17. oktober 2013         | 30. oktober 2014         |
|       | 18    | Kalos-udfordringen                 | 45     | 45     | 13. november 2014        | 22. oktober 2015         |
|       | 19    | XYZ                                | 47     | 47     | 29. oktober 2015         | 27. oktober 2016         |
|       | 20    | Sol og Måne                        | 43     | 43     | 17. november 2016        | 21. september 2017       |
|       | 21    | Ultraeventyr                       | 49     | 49     | 5. oktober 2017          | 14. oktober 2018         |
|       | 22    | Ultralegender                      | 54     | 54     | 21. oktober 2018         | 3. november 2019         |
|       | 23    | På Rejse                           | 48     | 48     | 17. november 2019        | 4. december 2020         |
|       | 24    | Mesterrejser                       | 42     | 42     | 11. december 2020        | 10. december 2021        |
|       | 25    | Ultimativerejser                   | 57     | 57     | 17. december 2021        | 24. marts 2023           |
|       | 26    | Horisonter                         | 45     | 45     | 14. april 2023           | 29. marts 2024           |
|       | 27    | Horisonter: Jagten på Laqua        | TBA    | TBA    | 12. april 2024           |                          |

## Film
I forbindelse med Pokémon Serien, har der siden 1998 været en tilhørende serie af film, som omhandler diverse sidehistorier om Ash og hans venner, som oftest er separat fra TV-serien, på nær i senere sæsoner, hvor der nogle gange bliver bygget op til begivenhederne i filmen. På trods af at filmene skulle foregå i samme univers som TV-serien, så har dette ledt til at mange fans anser filmene som værende ikke-kanoniske, da filmene ingen indflydelse har på selve TV-serien i mange år. Man valgte så med den 20. film at følge en alternative kontinuitet, hvor man genfortolker begyndelsen på Ashs rejse, som udspiller sig på en noget anden måde. Den 21. og 23. film fortsætter i denne alternative kontinuitet, mens den 22. film er en 3D-genindspilning af den første film.

## Stemmer
| Rolle             | Original stemme                | Dansk stemme |
| ----------------- | ------------------------------ | --- |
| Ash Ketchum       | Rica Matsumoto                 | Mathias Klenske |
| Pikachu           | Ikue Ohtani                    | Ikue Ohtani |
| Misty             | Mayumi Iizuka                  | Lulu Jacobsen (sæson 1-2, film 1-4 og 22, Mewtwo Vender Tilbage) Annevig Schelde Ebbe (sæson 5 og 8, film 5) Simone Drechsler (sæson 7)                     |
| Brock             | Yūji Ueda                      | Peter Holst-Beck |
| Jessie            | Megumi Hayashibara             | Ann Hjort |
| James             | Shin'ichirō Miki               | Thomas Kirk |
| Meowth            | Inuko Inuyama                  | Peter Zhelder |
| Tracey            | Kenji Tomokazu Seki            | Timm Mehrens (sæson 2, film 2) Mikkel Christensen (sæson 5-nu)                                                                                              |
| May               | KAORI.                         | Annevig Schelde Ebbe |
| Max               | Fushigi Yamada                 | Mikkel Boe Følsgaard |
| Dawn              | Megumi Toyoguchi               | Annevig Schelde Ebbe |
| Iris              | Aoi Yūki                       | Malene Tabert |
| Cilan             | Mamoru Miyano                  | Sonny Lahey |
| Serena            | Yūki Kaji                      | Clara Rugaard-Larsen (sæson 17) Josephine S. Ellefsen (sæson 17-19)                                                                                         |
| Clemont           | Mayuki Makiguchi               | Alex Høgh Andersen (sæson 17-18) Silas Phillipson (sæson 19)                                                                                                |
| Bonnie            | Mariya Ise                     | Mia Aunbirk |
| Goh               |                                | Helmer Solberg (sæson 23-nu) |
| Delia Ketchum     | Masami Toyoshima               | Ann Hjort (sæson 1) Vibeke Dueholm (film 3) Julie Lund (sæson 14-16, 19) Mette Skovmark (sæson 23)                                                          |
| Professor Oak     | Unshō Ishizuka Ken'yū Horiuchi | Michael Elo sæson (1-2, film 2-4) Torben Sekov (sæson 5-8) Peter Zhelder (sæson 9-nu)                                                                       |
| Gary Oak          | Yūko Kobayashi                 | Christian Damsgaard sæson (1-2) Mikkel Boe Følsgaard (sæson 5-nu)                                                                                           |
| Betjent Jenny     | Chinami Nishimura              | Ann Hjort |
| Søster Joy        | Ayako Shiraishi                | Ann Hjort |
| Giovanni          | Hirotaka Suzuoki               | Peter Zhelder (sæson 1 & 23) Torben Sekov (sæson 2) Mikkel Christensen (sæson 5-13) Sonny Lahey (sæson 14-15) Allan Klie (sæson 16) Stig Hoffmeyer (film 1) |
| Fortælleren       | Unshō Ishizuka Ken'yū Horiuchi | Torben Sekov |
| Alain             |                                | Niclas Mortensen (sæson 19) |
| Leon              |                                | Sebastian Harris (sæson 23) |
| Rtichie           |                                | Mikkel Boe Følsgaard (sæson 1) |
| Korrina           |                                | Natascha Jessen (sæson 17) Louise Engell (sæson 23) |
| Professor Cerise  |                                | Simon Nøiers (sæson 23) |
| Aria              |                                | Julie Lund (sæson 17-19) |
| Professor Juniper |                                | Jette Sophie Sievertsen (sæson 14-16) |
| Rotom Dex         |                                | Malte Milner Find (sæson 20-) |
| Sawyer            |                                | Sonny Lahey (sæson 18) |
| Nini              |                                | Julie Lund (sæson 19) |
| Parker            |                                | Melvin Pedersen (sæson 23) |
| Sonia             |                                | Silan Maria Budak Rasch (sæson 23) |
| Walker            |                                | Sebastian Harris (sæson 23) |
| Alder             |                                | Michael Hasselflug (sæson 15-16) |
| Trip              |                                | Jan Tellefsen (sæson 14-16) |
| Malva             |                                | Ann Hjort (sæson 19) |
| Shauna            |                                | Julie Lund (sæson 17-19) |
| Trevor            |                                | Mathias Hartmann Niclasen (sæson 17-19) |
| Tierno            |                                | Simon Nøiers (sæson 17-18) Sonny Lahey (sæson 18-19) |
| Cameron           |                                | Daniel Vognstrup Jørgensen (sæson 15-16) |
| Horace            |                                | Simon Nøiers (sæson 23) |
| Jinny             |                                | Sandra Bothmann (sæson 23) |
| Kira              |                                | Mette Skovmark (sæson 23) |
| Palermo           |                                | Ann Hjort (sæson 18-19) |
| Raihan            |                                | Mikkel Becker Hilgart (sæson 23) |
| Sanpei            |                                | Alfred C. Schwarz Jacobsen (sæson 19) |
| Shane Seeker      |                                | Simon Nøiers (sæson 23) |
| Smatte            |                                | Sonny Lahey (sæson 19) |
| Orson             |                                | Sonny Lahey (sæson 18) |
| Sara Lee          |                                | Ann Hjort (sæson 18) |
| White             |                                | Sonny Lahey (sæson 18) |
| Visquez           |                                | Tara Toya (sæson 23) |
| Eclairisse        |                                | Julie Lund (sæson 17) |
| Drew              |                                | Mikkel Boe Følsgaard (sæson 6-8) |
| Dan               |                                | Peter Aude (sæson 23) |
| Marin             |                                | Mette Skovmark (sæson 23) |
| Paul              |                                | Peter Holst-Beck (sæson 10) |
| Rhoder            |                                | Alexandre Willaume (sæson 16) |
| Rocko             |                                | Daniel Vognstrup Jørgensen (sæson 16) |
| Santo             |                                | Sonny Lahey (sæson 18) |

## Spinoff-serier

### Pokémon Chronicles
Pokémon Chronicles er en spinoff-serie skabt af 4Kids bestående af adskillelige, hidtil ulokaliserede specialafsnit, som for første gang blev sendt på engelsk mellem maj 2005 og oktober 2005 i Storbritannien og mellem juni 2006 og november 2006 i USA. Langt størstedelen af de afsnit, som udgør Chronicles, kommer fra dét, der i Japan hedder Pocket Monsters Side Stories (ポケットモンスター サイドストーリー Poketto Monsutā Saido Sutōrī), som blev sendt som en del af Weekly Pokémon Broadcasting Station. De resterende Chronicles-afsnit består af en TV-special kaldet The Legend of Thunder, og dele af Pikachu's Vinterferie-serien, som oprindeligt udkom på video.

### Pokémon Origins
Pokémon Origins er en mini-serier, som fokuserer på at genfortælle historien fra Pokémon Red og Blue over 4 episoder, som oprindelige blev sendt sammen som én lang special. Serien følger den oprindelige historie tæt, men har mindre afvigelser, så som at visse karakterdesign er baseret på Pokémon FireRed og LeafGreen frem for deres oprindelige deres Red og Blue-design. Denne serie er helt separat fra Pokémon Serien, og har en mere realistisk tone, som Satoshi Tajiri så Pokémon-universet tilbage ved udgivelsen af de første spil.

### Pokémon Generations
Pokémon Generations er en mini-serie, som er udgivet i forbindelse med Pokémon-franchisens 20-års jubilæum. Serien består af 18 forskellige 3-5 minutters afsnit, som omhandler mindre sidehistorier fra de forskellige spil, som kun blev hentydet til i de oprindelige spil.

## I Danmark
I Danmark er det meste af serien blevet sendt, undtagen sæson 3, 4 og 5, da TV2 af uransagelige årsager ikke besluttede at fortsætte med at købe licens til flere afsnit efter at midten af Orange Islands-sæsonen var blevet sendt. Der stilles ofte spørgsmålstegn ved, hvorfor serien stopper 11 afsnit inden, at Orange Islands-sæsonen er færdig, og starter igen 12 afsnit inden, at Master Quest-sæsonen afsluttes. Dette er fordi, at sæsoner, især tidligt i serien, kan deles op på to forskellige måder: underserier og årgange. Fans deler som regel serien op efter underserie (som man kender det fra Japan), som alle har deres egen titel, hvorimod at når man køber licens, er det ikke til en underserie, men en årgang. En årgang lå tidligere på godt 52 afsnit, men har senere fået lov til at variere mere, så at én årgang svarede til én underserie. Den opdeling efter årgange kan ses forskellige steder, for eksempel på visse hjemmeudgivelser, streamingservices, og Pokémons egen hjemmeside. Derfor, hvis TV2 skulle have vist resten af Orange Island-sagaen, så skulle de også betale for rettighederne til alle Johto Journeys-afsnit, og på samme vis fik de også 12 afsnit med fra Master Quest, da de købte rettighederne til de 40 Advanced afsnit, da de besluttede at sende serien igen.
Det allerførste afsnit af Pokémon blev sendt i Danmark den 21. januar 2000 på TV 2.
Sæson 1-2 og 5-10 er i Danmark blevet sendt på TV2. Børnekanalen Fox Kids, som senere blev til Jetix og Disney XD) har sendt sæson 1-2, dele af 6 (sæsonen blev ikke sendt i sin helhed, da kanalen var nordisk og de sidste 14 afsnit ikke findes på finsk), samt 7-20. Viaplay har streamet sæson 14-22, og Netflix har streamet sæson 1 og 14-23. Alle sæsoner streames på Pokémon TV, hvor sæsonerne går på rotation, dog med undtagelse af de 12 Master Quest afsnit.